# Мелчер-Даллас (Айова)
Мелчер-Даллас (англ. Melcher-Dallas) — місто (англ. city) в США, в окрузі Меріон штату Айова. Населення — 1195 осіб (2020).

## Географія
Мелчер-Даллас розташований за координатами 41°13′39″ пн. ш. 93°14′28″ зх. д. / 41.22750° пн. ш. 93.24111° зх. д. (41.227427, -93.241149).  За даними Бюро перепису населення США в 2010 році місто мало площу 2,58 км², уся площа — суходіл.

## Демографія
Згідно з переписом 2010 року, у місті мешкало 1288 осіб у 527 домогосподарствах у складі 357 родин. Густота населення становила 500 осіб/км².  Було 584 помешкання (226/км²).
Расовий склад населення:
| - 97,7 % — білих - 0,2 % — корінних американців - 0,2 % — чорних або афроамериканців - 1,2 % — осіб інших рас |

До двох чи більше рас належало 0,7 %. Частка іспаномовних становила 2,1 % від усіх жителів.
За віковим діапазоном населення розподілялося таким чином: 24,5 % — особи молодші 18 років, 58,0 % — особи у віці 18—64 років, 17,5 % — особи у віці 65 років та старші. Медіана віку мешканця становила 39,6 року. На 100 осіб жіночої статі у місті припадало 98,5 чоловіків;  на 100 жінок у віці від 18 років та старших — 99,4 чоловіків також старших 18 років.
Середній дохід на одне домашнє господарство  становив 48 189 доларів США (медіана — 37 586), а середній дохід на одну сім'ю — 62 313 долари (медіана — 47 333). Медіана доходів становила 41 500 доларів для чоловіків та 36 786 доларів для жінок. За межею бідності перебувало 20,8 % осіб, у тому числі 22,1 % дітей у віці до 18 років та 11,3 % осіб у віці 65 років та старших.
Цивільне працевлаштоване населення становило 494 особи. Основні галузі зайнятості: виробництво — 25,5 %, освіта, охорона здоров'я та соціальна допомога — 24,9 %, науковці, спеціалісти, менеджери — 9,9 %, фінанси, страхування та нерухомість — 9,3 %.